# 贾斯汀·马斯特森
賈斯汀·丹尼爾·馬斯特森（Justin Daniel Masterson，1985年3月22日—），出生於牙買加金斯敦，是效力於美國職棒大聯盟匹茲堡海盜的投手。他身高6英尺6英寸，體重250英磅。馬斯特森是1912年以來第一位在芬威公園的前四次先發都沒有輸球的紅襪投手。

## 早年棒球生涯

### 大學之前時期
馬斯特森出生於牙買加的首都金斯敦，因為當時他的父親在牙買加神學院擔任牧師。幾年之後馬斯特森搬到了印地安那州。他高中就讀於俄亥俄州的畢佛克里克高中，在那裡他第一次接觸到棒球，打的位置包括捕手、投手和一壘手。
之後他在伯特利學院讀書，成為了先發投手。不過打擊依然出色，他大二那年打出過10支全壘打。後來他去了聖迭戈州立大學，轉為中繼投手。2005年在科德角聯盟投出了防禦率1.15的成績，並有10次救援成功。

### 小聯盟時期
2006年紅襪在選秀大會中的第二輪挑中了馬斯特森。這一年他在美國棒球雜志的希望之星評選中名列第64位。
馬斯特森從紅襪短1A的洛威旋球起步，在那裡擔任中繼投手。他被選入了2006年美國棒球雜志短賽季全明星陣容。
2007年他轉為了先發投手，並從高階1A的蘭卡斯特噴射鷹升上了2A的波特蘭海狗，這一年他一共贏了12場比賽，在紅襪小聯盟所有投手中排名第二。
升上海狗隊之後，馬斯特森說：“我一直很有信心，相信自己會成為一位優秀的投手。我曾經去了一所較小的學校，在那裡證明瞭我有做投手的能力。無論未來有多少的路要走，我從來不擔心。”

## 大聯盟生涯

### 2008年
馬斯特森被紅襪隊邀請參加了2008年的春訓。4月24日，由於松阪大輔的流行性感冒，馬斯特森被緊急叫上大聯盟，先發對上洛杉磯安那罕天使。這場比賽他主投6局，僅掉1分，很好地完成了他的任務。比賽之後就被送回了小聯盟。5月20日，馬斯特森第二度在大聯盟登板先發，這次他投了6又1/3局失1分，拿下了他在大聯盟的第一場勝投。之後還是被下放回了下聯盟。
在大聯盟5次先發之後，球隊宣佈馬斯特森將留在大聯盟。由於紅襪隊先發輪值表已滿，主教練特里·弗蘭克納希望馬斯特森能轉為中繼投手。7月7日他被下放回3A鍛煉。由於大衛·阿德斯馬的受傷，7月20日馬斯特森被叫回大聯盟頂替阿德斯馬中繼的位置。在他第一次中繼出場的比賽中，馬斯特森表現出色，主投2又2/3局無失分，封鎖了西雅圖水手的打線。
在2008年的季後賽中，馬斯特森幾乎場場登板中繼，他也成為了紅襪季後賽最倚賴的中繼投手之一。在他上場的9場比賽中，一共投了9.2局，防禦率僅為1.82，拿下4個中繼點，還在美聯冠軍賽第五場對坦帕灣光芒的大逆轉比賽中獲得勝投。

## 球探報告
馬斯特森採用的是四分之三側投，和丹尼斯·埃克斯利（Dennis Eckersley）有些相似。他主要的球種包括了快速球，伸卡球，滑球和變速球。其中他的伸卡球下降幅度很大，被認為是他最具威力的球種。球速可在84到94英里/小時之間變化，讓打者抓不到節奏。
馬斯特森的快速球也十分多樣化，球速可在87至95英里/小時之間。變速球則在77到81英里之間。

## 私人生活
2007年11月3日馬斯特森和梅麗爾·哈姆（Meryl Ham）結婚。現在他們定居於俄亥俄州的畢佛克里克。

## 外部鏈接
- 球員資訊和成績在MLB，ESPN，Baseball-Reference，Fangraphs，The Baseball Cube（英文）
- 賈斯汀·馬斯特森 （页面存档备份，存于）
- 賈斯汀·馬斯特森的問與答 （页面存档备份，存于）
- 小聯盟時期數據
- 波特蘭海狗隊網站中關於賈斯汀·馬斯特森的資料[]
- 美國棒球雜志介紹賈斯汀·馬斯特森 （页面存档备份，存于）
- 肯納貝剋日報文章 （页面存档备份，存于）